# Антимосковське повстання 1668
Антимосковське повстання 1668 (іноді українсько-російська війна 1668) — збройний виступ лівобережного козацтва на чолі з гетьманом І.Брюховецьким супроти Московської держави.

## Передумови
Вибух повстання 1668 був викликаний цілим рядом чинників як у двосторонніх взаєминах керівництва Лівобережного Гетьманату з урядом московського царя Олексія Михайловича, так і в перебігу міжнародних процесів у регіоні. Передовсім загострення українсько-московських взаємин було спровоковано початком реалізації умов Московського договору 1665 (Московський статей 1665), укладеного гетьманом І.Брюховецьким з урядом Олексія Михайловича, зокрема положень щодо обкладання некозацького населення Гетьманату податками на користь царської скарбниці, суттєве збільшення царських військ в Україні та утримання їх коштом місцевого населення тощо. Потужним каталізатором зростання невдоволення політикою Московської держави щодо України стала інформація про завершення ініційованого відомим московським дипломатом, майбутнім начальником Посольського приказу А.Ордіним-Нащокіним процесу московсько-польського зближення, реалізованого в положеннях Андрусівського договору (перемир'я) 1667, що серед іншого передбачало закріплення територіального поділу козацької України по Дніпру, із підпорядкуванням Лівобережжя царській владі, а Правобережжя — польському королю. Як особисту образу І.Брюховецький розцінив намагання московської влади восени 1667 за його спиною нав'язати таємні зносини із правобережним гетьманом П.Дорошенком, обіцяючи йому в разі повернення під владу царя Олексія Михайловича визнання гетьманських прав і на Лівобережну Україну (Дипломатична місія стряпчого В.Тяпкіна).
Реагуючи на всі ці тривожні сигнали, на скликаній 19 січня 1668 таємній старшинській раді в Гадячі І.Брюховецький оголосив про розрив стосунків із Москвою і початок витіснення московських військ із Лівобережжя. Добившись від старшини підтримки свого задуму, лівобережний гетьман відправив посольство до османського султана Мегмеда IV, закликаючи Порту взяти Гетьманат під свою протекцію, аби бути гетьману «князем руським у Києві й перебувати в такому підданстві, як ось князь семиградський». Відправлене до Криму козацьке посольство мало добиватися в хана Аділ-Гірея Чобана військової допомоги. З метою узгодження своїх дій було нав'язано зносини і з правобережним гетьманом П.Дорошенком, котрий ще перед тим збройно виступив проти реалізації положень Андрусівського договору (перемир'я) 1667. Трохи згодом І.Брюховецький звернувся з гетьманськими універсалами до мешканців Лівобережжя, пояснюючи причини виступу проти Росії та закликаючи підніматися на боротьбу. Маючи надію на спільні дії з «нашими братами» із Правобережжя, гетьман прагнув також схилити до виступу населення Слобідської України, а також заручитися підтримкою очолюваних отаманом С.Разіним донських козаків.

## Бойові дії
Із початком лютого 1668 розпочалися бойові дії лівобережного козацтва, скеровані на витіснення з України московських військ. Спочатку козаки обложили московську залогу в Чернігові, згодом бойові дії розпочалися в Глухові, Новгороді-Сіверському, Стародубі та інших лівобережних містах. На Слобожанщині антимосковський виступ очолив харківський полковник Іван Сірко. Запорожці Урбановича 4 лютого осадили гарнізон Новгород-Сіверського, 5 лютого полки Сохи і Борони — Стародуба, потім Гадяча, Чернігова, Остра, Переяслава, Ніжина. Іван Самойлович і Дем'ян Ігнатович вісім місяців тримали в облозі у Чернігові гарнізон Андрія Толстого. Штурмуючі захопили замки у Стародубі, Глухові, Ніжині, Новгороді-Сіверському та Сосниці. Брюховецький діяв з винятковою жорстокістю як щодо московитів так і відносно ліберально налаштованих щодо Москви українців. Зокрема під час розправи над царськими військами у гетьманській резиденції дружину воєводи Євсея Огарьова зі знущаннями водили голою по місту опісля чого відрізали їй груди.
До середини березня від московської присутності вдалося звільнити переважну частину Лівобережжя, де під контролем царських воєвод залишилися лише Ніжин, Чернігів, Переяслав й Остер, залогам яких вдалося втриматися в облозі.
Тим часом І.Сірко не зміг здобути Харків і на Слобожанщині повстання пішло на спад.

## Вбивство Брюховецького
Ще в 1667-му, під час переговорів щодо Андрусівського перемир'я, Ордин Нащокін запропонував усунути Брюховецького, аби схилити Дорошенка з його частиною Правобережжя до територій Москви.
Незважаючи на успіхи повстання, воно не змогло суттєво підняти авторитет І.Брюховецького і вища козацька старшина за його спиною запросила на Лівобережжя гетьмана П.Дорошенка. 17 червня 1668 під час проведення спільної ради правобережного і лівобережного козацтва представники останнього відмовилися визнавати владу свого регіментаря і жорстоко вбили І.Брюховецького. Гетьманом об'єднаної України було проголошено П.Дорошенка.

## Вторгнення московських військ, поразка повстання
Утім розвинути успіх далі П.Дорошенку не вдалося. Отримавши повідомлення про загрозу нападу на Правобережжя коронної армії, 18 липня 1668 він із більшою частиною правобережних полків відійшов із теренів Лівобережжя, залишивши гетьманом наказним Дем'яна Ігнатовича (Многогрішного). Організувати ефективну оборону краю від вторгнення московських військ на чолі з білгородським воєводою князем Г.Ромодановським Д.Ігнатовичу (Многогрішному) не вдалося і після здобуття останнім 25 вересня 1668 Чернігова під тиском старшини він пішов на переговори з московською стороною. Остаточно ж українсько-московський союз під протекцією царя Олексія Михайловича було відновлено на початку березня 1669 під час Глухівської ради, де було ухвалено т. зв. Глухівські статті 1669.

## Цікаві факти
- під час того повстання було спустошено місцевість на південь від Харкова. І пізніше там виникла слобода, яку назвали відповідною назвою - Безлюдівка[6]